# Discantus
A discantus a 12. századi új organumban az a rész, amikor – általában punctus contra punctumban – együtt halad a két, három vagy négy szólam, illetve ez a fajta éneklésmód. Fürgébb, ritmusosabb hatást kelt, mint az organum hagyományos, hosszan elnyúlt tenor vagy cantus fölé énekelt szekciója.

## Eredet
Az angol discantus háromhangú párhuzam az első inverziós triászokban. Ez mivel csak 3–5 egymást követő ily hangot tehetett lehetővé, nem különbözött jelentősen a többi discantustól. Gyakran összetévesztik a fauxbourdonnal.

## Fordítás
Ez a szócikk részben vagy egészben  a   Descant című angol Wikipédia-szócikk ezen változatának fordításán alapul.  Az eredeti cikk szerkesztőit annak laptörténete sorolja fel. Ez a jelzés csupán a megfogalmazás eredetét és a szerzői jogokat jelzi, nem szolgál a cikkben szereplő információk forrásmegjelöléseként.